# 土井一秀
土井 一秀（どい かずひで、1972年 - ）は日本の建築家。広島県生まれ。
近畿大学工学部建築学科准教授。土井一秀建築設計事務所を広島で主宰。

## 代表作品
- 神石高原町営小畠住宅（2017）
- ストーンテラス（2011）
- コートハウス（2010）
- 広島県営吉島住宅第３期 21・22号館（2014）
- 広島グローバルリーダー育成校
- FLAP（2012）
- 医療法人社団 博愛会クリニックモール（2006）
- どんぐり小児科（2014）
- GOD BURGER HOUSE（2010）